# Mount Sanford
Mount Sanford je štítový vulkán na jihovýchodě Aljašky, ve Spojených státech amerických. Leží na západním konci Wrangellova pohoří, severně od hory Mount Wrangell.
S nadmořskou výškou 4 949 m
je Mount Sanford je po horách Mount Bona a Mount Blackburn třetím nejvyšším vulkánem ve Spojených státech. Současně je vrchol šestou nejvyšší horou Spojených států a třináctou nejvyšší v Severní Americe.

## Geografie a geologie
Mount Sanford leží v severozápadní části Wrangellova pohoří, přibližně 20 km severně od Mount Wrangell a 60 km severozápadně od Mount Blackburn. Nachází se na území Národního parku Wrangell-St. Elias. Hora je tvořena převážně andezitem z období pleistocénu. Některé části v okolí vrcholu mohou být geologicky mladší, z holocénu.